# گاندیا
گاندیا (به اسپانیایی: Gandía) یک دهستان و شهر در اسپانیا است که ،در Safor واقع شده‌است. گاندیا ۶۰٫۸ کیلومتر مربع مساحت و ۹۰٬۰۲۰ نفر ،جمعیت دارد و ۲۲ متر بالاتر از سطح دریا واقع شده‌است.

## خواهرخوانده
شهرهای لاوال و رئوس خواهرخوانده‌های گاندیا هستند.